# صفية بنت عبد المطلب
صَفِيَّةُ بِنْتُ عَبْدِ الْمُطَّلِبِ الْهَاشِمِيَّةُ الْقُرَشِيَّةُ (وُلدت سنة 53 ق.هـ - تُوفيت سنة 20 هـ المُوافقة للعام 640/641م) صَّحابية وشاعرة، وعمّةُ النبي محمد، وشقيقة حمزة بن عبد المطلب لأبيه وأمه، وأمّ الصحابي الزبير بن العوام المُلقب بـ«حواري رسول الله».
وُلدت صَفِيَّةَ في مكة ونشأت بها. تزوجت في الجاهلية من الحارث بن حرب بن أمية، ثّم تزوجها العوام بن خويلد فأنجبت له الزبير بن العوام، وقُتِل العوام في حرب الفِجار. أسلمت صفية، وبايعت رسول الله، وهاجرت إلى المدينة.
تذكر بعض المصادر أن صفية شهدت مع النبي المشاهد كلها، وعاشت إلى خلافة عمر بن الخطاب، وتُوفِّيت في خلافته سنة 20 هـ، ودُفنت بالبُقِيع، وتُعدّ من رواة الحديث النبويّ.

## نسبها
- هي: صَفِيَّةَ بِنْت عَبْد الْمُطَّلِبِ بْن هَاشِمِ بْن عَبْدِ مَنَافِ بْنِ قُصَيٍّ[2] بن كلاب بن مرة بن كعب بن لؤي بن غالب بن فهر بن مالك بن النضر بن كنانة بن خزيمة بن مدركة بن إلياس بن مضر بن نزار بن معد بن عدنان.[7]
- أمها: هالة بنت وُهَيب[8] وقيل: بنت أهيب[9][10] وَيُقال بنت وهْب[11] بن عَبْد مَنَاف بن زهْرة بن كِلاب[2] بن مُرّة بن كعب بن لؤي بن غالب بن فهر بن مالك بن النضر بن كنانة بن خزيمة بن مدركة بن إلياس بن مضر بن نزار بن معد بن عدنان. وصفية هي شقيقة حمزة، والمُقَوّم، وحَجْل بني عبد المطلب.[2][12]

## حياتها قبل الإسلام

### ولادتها ونشأتها

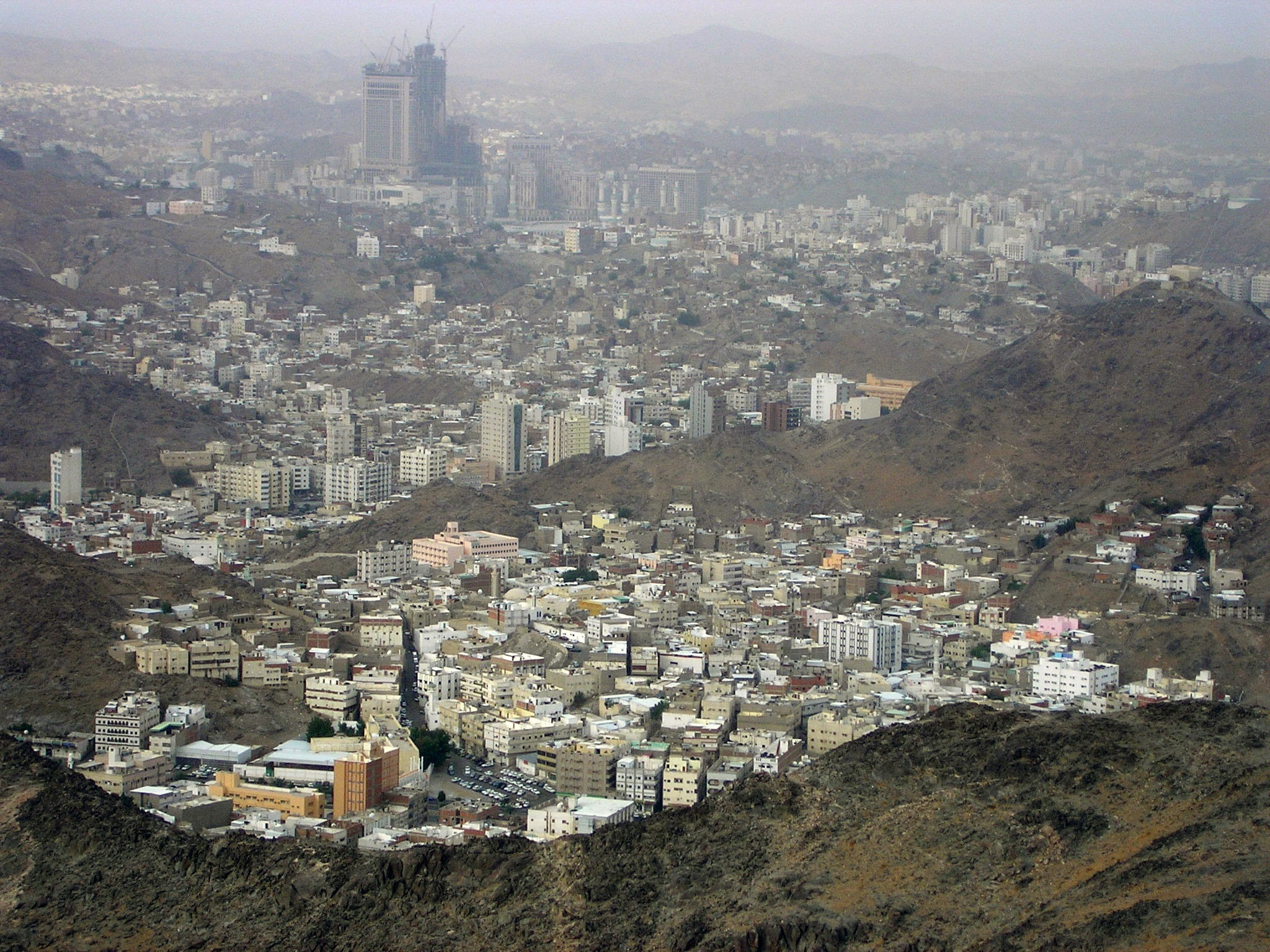
منظر كاشف لمكة من على متن جبل النور.

وُلدت صَفِيَّةَ بِنْت عَبْد الْمُطَّلِبِ في مكة، قبل الهجرة بثلاثة وخمسين عامًا، نشأت في بيت والدها عبد المطلب بن هاشم الذي كان من سادات قريش وكانت له الرئاسة في قومه، وكان في قومه شريفًا وشاعرًا، ولم يدرك الإسلام.
ولما حضرت عبد المطلب الوفاة، وعرف أنه ميت جمع بناته، وكن ست نسوة: صفية، وبرة، وعاتكة، وأم حكيم البيضاء، وأميمة، وأروى، فقال لهن: «ابْكِينَ عَلَيَّ حَتَّى أَسْمَعَ مَا تَقُلْنَ قَبْلَ أَنْ أَمُوتَ». فَقَالَت صفيّة بنت عَبْدِ الْمُطَّلِبِ تَبْكِي أَبَاهَا:
وقالت صفية ترثي أخاها الزبير بن عبد المطلب:

### زواجها وأولادها

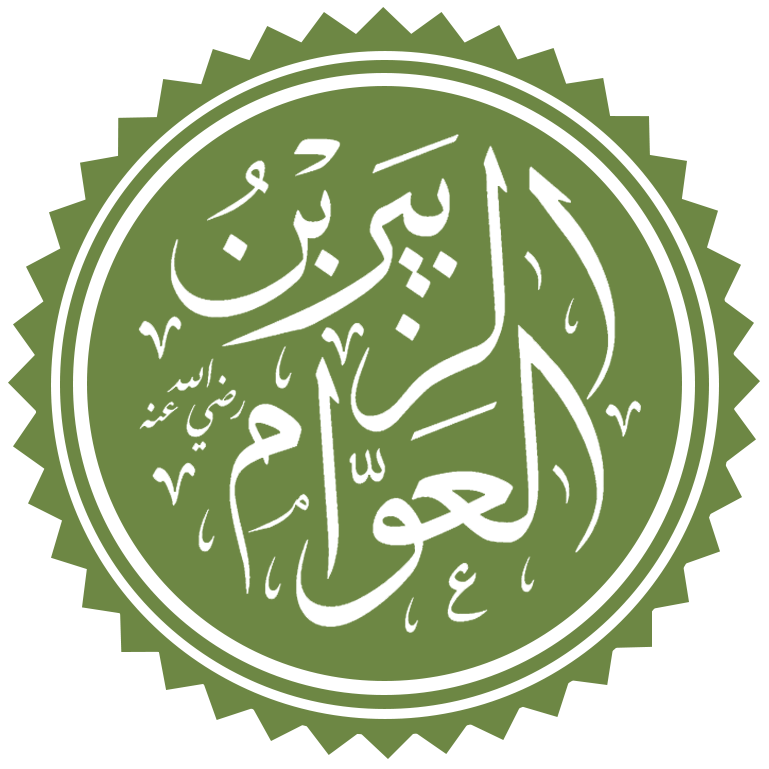
تخطيط لاسم الصحابي الزبير بن العوام ملحوق بدعاء الرضا عنه.

لمّا بلغت صفية مبلغ النّساء خطبها الحارث بن حرب بن أمية أخو أبي سُفيانَ بنِ حَرْبٍ، فأنجبت له صَيْفِيَّ بْنَ الْحَارِثِ أو الصفياء بنت الحارث، ثم مات الحارث فتزوج صفية العوام بن خويلد بن أسد أخُو خديجةَ بنتِ خُوَيْلِد، فأنجبت له الزبير بن العوام، والسائب بن العوام، وأم حبيب بنت العوام، وعبد الكعبة بن العوام. وقيل: إن العوام تزوجها أولًا، وليس بشيء.
وقد قُتِل العوام بن خويلد في حرب الفجار قتله مُرَّة بن مُعتِّب الثقفيّ، وقال رجل من ثقيف متباهيًا بمقتله:
كانت صفية تكني ابنها الزبير بن العوام أبا الطاهر بكنية أخيها الزبير بن عبد المطلب. وكانت تضربه وهو صغير وتُغلِظ عليه، فعاتبها عمه نوفل بن خويلد وقال: «ما هكذا يُضرب الولد؛ إنك لتضربينه ضَرْب مُبْغضةٍ» فقالت:
وقاتلَ الزّبيرُ رجلًا بمكّة، فكَسَرَ يَدَهُ؛ وكان ما زال غلامًا، فحُمِلَ الرجل إلى صفيّة، فقالت:

## حياتها بعد الإسلام

### إسلامها
أسلمت صفيّة، وبايعت رسول الله، وقال الذهبي: «وَمَا أَعْلَمُ هَلْ أَسْلَمَتْ مَعَ حَمْزَةَ أَخِيْهَا، أَوْ مَعَ الزُّبَيْرِ وَلَدِهَا»، وهي من عمات النبي محمد التي لم يُختلف في إسلامها ولكن اختلف في إسلام عاتكة، وأروى. قال ابن الأثير الجزري في كتابه «أسد الغابة»: «واختلف في عاتكة وأروى، والصحيح أنه لم يسلم غيرها».
جاء في «صحيح مسلم» عن عائشة بنت أبي بكر قَالَتْ: «لما نزلت ﴿وَأَنْذِرْ عَشِيرَتَكَ الْأَقْرَبِينَ ۝٢١٤﴾ [الشعراء:214] قَامَ رَسُولُ اللهِ ﷺ عَلَى الصَّفَا، فَقَالَ: يَا فَاطِمَةُ بِنْتَ مُحَمَّدٍ، يَا صَفِيَّةُ بِنْتَ عَبْدِ الْمُطَّلِبِ، يَا بَنِي عَبْدِ الْمُطَّلِبِ، لَا أَمْلِكُ لَكُمْ مِنَ اللهِ شَيْئًا، سَلُونِي مِنْ مَالِي مَا شِئْتُمْ». فخصّها بالذكر كما خصّ ابنته فاطمة أحب الناس إليه.
وروى مسلم أيضًا عن أَبِي هُرَيْرَةَ، قَالَ: «قَالَ رَسُولُ اللهِ ﷺ حِينَ أُنْزِلَ عَلَيْهِ: ﴿وَأَنْذِرْ عَشِيرَتَكَ الْأَقْرَبِينَ ۝٢١٤﴾ [الشعراء:214] «يَا مَعْشَرَ قُرَيْشٍ، اشْتَرُوا أَنْفُسَكُمْ مِنَ اللهِ، لَا أُغْنِي عَنْكُمْ مِنَ اللهِ شَيْئًا، يَا بَنِي عَبْدِ الْمُطَّلِبِ، لَا أُغْنِي عَنْكُمْ مِنَ اللهِ شَيْئًا، يَا عَبَّاسَ بْنَ عَبْدِ الْمُطَّلِبِ، لَا أُغْنِي عَنْكَ مِنَ اللهِ شَيْئًا، يَا صَفِيَّةُ عَمَّةَ رَسُولِ اللهِ، لَا أُغْنِي عَنْكِ مِنَ اللهِ شَيْئًا، يَا فَاطِمَةُ بِنْتَ رَسُولِ اللهِ، سَلِينِي بِمَا شِئْتِ لَا أُغْنِي عَنْكِ مِنَ اللهِ شَيْئًا».

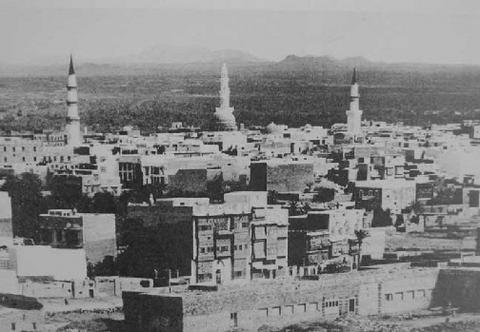
منظر عام للمدينة المنورة قديمًا.

### هجرتها
أمر النبي أتباعه بالهجرة إلى المدينة المنورة حوالي سنة 622م بعدما أتاه وفد من أهلها وعاهدوه على الأمان ودعوه إلى الهجرة إلى مدينتهم وكان قد آمن بدعوته أغلب أبنائها. فهاجرت صفية بنت عبد المطلب من مكة إلى المدينة المنورة، وقال الذهبي: «وَهِيَ مِنَ المُهَاجِرَاتِ الأُوَلِ»، وقال ابن حجر العسقلاني: «هاجرت مع ولدها الزبير»، وجاء في كتاب «صحابيات حول الرسول» أن صفية «هاجرت مع أخيها حمزة وابنها الزبير بن العوام».

### مشاركتها في الغزوات
جاء في كتاب «صحابيات حول الرسول» أن صفية «شهدت مع رسول الله ﷺ المشاهد كلها».

#### غزوة أحد
شاركت صفية في غزوة أحد، فكانت تنقل الماء، وتروي العطشى، وتبرى السهام، وتصلح القسي، وبعدما انتهت موقعة أُحد، واستُشهِد أخوها حمزة بن عبد المطّلب ومُثِّل به، أقبلت صفيّة، فقال النبيّ لابنها الزبير: «رُدَّها؛ لئلاّ ترى ما بأخيها حمزة»، فلَقِيَها ابنُها الزبير فأعلَمَها بأمر النبيّ، فقالت: «بلغني أنّه مُثِّل بأخي، وذلك في الله قليل، فما أرضانا بما كان من ذلك، لأحتَسِبَنّ ولأصبِرَنّ». فأعلمَ الزبيرُ رسولَ الله بذلك، فقال: «خلِّ سبيلها»، فأتته وصلّت عليه واسترجَعَت، فأمر رسول الله به فدُفن.
وقال النبي إعظامًا لحمزة: «لولا أن تحزن صفيّة، لَتركتُ حمزة حتّى يُحشَر من بطون السباع وحواصل الطير». وعَنْ هِشَامٍ، عَنْ أَبِيهِ: «أَنَّ صَفِيَّةَ ذَهَبَتْ يَوْمَ أُحُدٍ بِثَوْبَيْنِ تُرِيدُ أَنْ يُكَفَّنَ فِيهِمَا حَمْزَةُ بْنُ عَبْدِ الْمُطَّلِبِ، قَالَ: وَأَحَدُ الثَّوْبَيْنِ أَوْسَعُ مِنَ الْآخَرِ، قَالَ: فَوَجَدَتْ إِلَى جَنْبِهِ رَجُلًا مِنَ الْأَنْصَارِ، فَأَقْرَعَتْ بَيْنَهُمَا، فَكَفَّنَتْ الْقَارِعَ أَوْسَعَ الثَّوْبَيْنِ، وَالْآخَرَ فِي الثَّوْبِ الْبَاقِي».
وذكر ابْنُ سَعْدٍ: «أَخْبَرَنَا عَفَّانُ بْنُ مُسْلِمٍ. حَدَّثَنَا حَمَّادُ بْنُ زَيْدٍ بْنُ سَلَمَةَ عَنْ هِشَامِ بْنِ عُرْوَةَ أَنَّ صَفِيَّةَ بِنْتَ عَبْدِ الْمُطَّلِبِ جَاءَتْ يَوْمَ أُحُدٍ وَقَدِ انْهَزَمَ النَّاسُ وَبِيَدِهَا رُمْحٌ تَضْرِبُ فِي وُجُوهِ النَّاسِ وَتَقُولُ: انْهَزَمْتُمْ عَنْ رَسُولِ اللَّهِ! فَلَمَّا رَآهَا رَسُولُ اللَّهِ - ﷺ - قَالَ: يَا زُبَيْرُ الْمَرْأَةَ. وَكَانَ حَمْزَةُ قَدْ بُقِرَ بَطْنُهُ فَكَرِهَ رَسُول اللَّهِ - ﷺ - أَنْ تَرَاهُ. وَكَانَتْ أُخْتَهُ. فَقَالَ الزُّبَيْرُ: يَا أُمَّهْ إِلَيْكِ إِلَيْكِ. فَقَالَتْ: تَنَحَّ لا أُمَّ لَكَ. فَجَاءَتْ فَنَظَرَتْ إِلَى حَمْزَةَ».

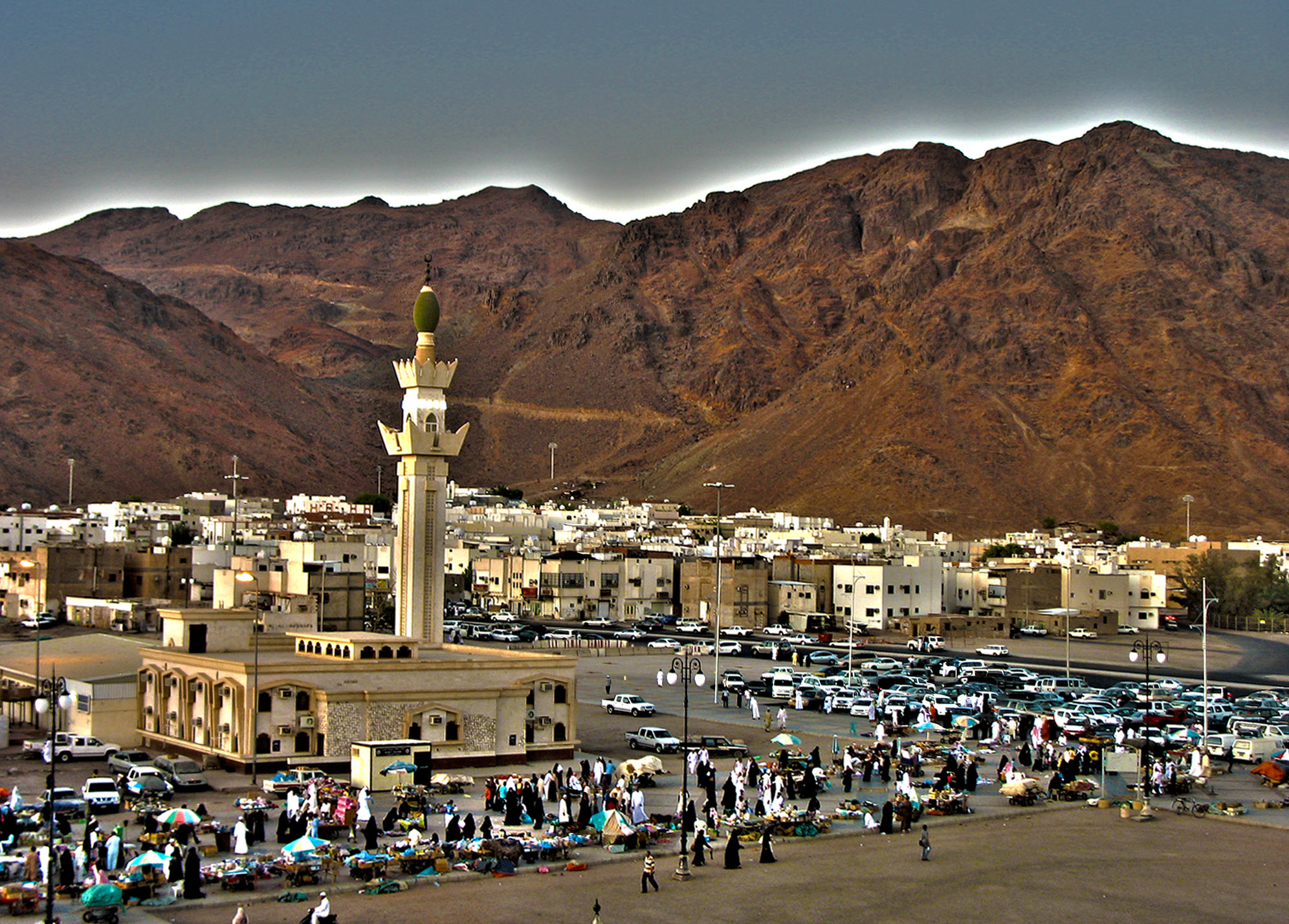
جبل أُحُد حيث استشهد حمزة بن عبد المطلب شقيق صفية في غزوة أحد عام 3 هـ.

وَقَالَتْ صَفِيّةُ بِنْتُ عَبْدِ الْمُطّلِبِ تَبْكِي أَخَاهَا حَمْزَةَ بْنَ عَبْدِ الْمُطّلِبِ:

#### غزوة الخندق
شاركت صفية في غزوة الخندق، وقتلت فيها يهودًيا، وأخرج ابْنُ أَبِي خَيْثَمَةَ وابْنُ مَنْدَه من رواية أم عُروة بنت جعفر بن الزبير، عن أبيها، عن جدتها صفية: «أنَّ رسول الله ﷺ لما خرج إلى الخندق جعل نساءَه في أُطْم
 يقال له فارع، وجعل معهن حسان بن ثابت؛ قال: فجاء إنسان من اليهود فرقى في الحِصْن، حتى أطلّ علينا، فقلت لحسان: قُمْ فاقتله، فقال: لو كان ذلك فيَّ كنْتُ مع رسول الله ﷺ. قالت صفية: فقمتُ إليه فضربتهُ حتى قطعت رأسه، وقلت لحسان: قُم فاطرح رأسه على اليهود، وهم أسفل الحِصْن؛ فقال: والله ما ذاك. قالت: فأخذت رأسه فرميتُ به عليهم، فقالوا: قد علمنا أنّ هذا لم يكن ليتركَ أهله خلوفًا ليس معهم أحد، فتفرقوا.».
وذكره ابْنُ إِسْحَاقَ في رواية يونس بن بكير، عن أبيه، عن يحيى بن عباد بن عبد الله ابن الزبير، عن أبيه، قال: «كانت صفية في فارع... القصة». وفيها: «اعتجرتُ وأخذتُ عمودًا، ونزلتُ من الحصن إليه فضربْتُه بالعمود حتى قتلته». وزاد يُونُسُ عن هشام عن عروة [بن الزبير] عن أبيه عن صفية؛ قال نحوه، وزاد: «وهي أولُ امرأة قتلَتْ رجلًا من المشركين».
أخرج ابْنُ سَعْدٍ، عن أبي أسامة، عن هشام، عن أبيه [عروة بن الزبير]: «كان النبي ﷺ إذا خرج لقتال عدوّه رفع نساءه في أُطم حسان، لأنه كان من أحْصَن الآطام، فتخلّف حسان في الخندق، فجاء يهوديٌّ فلصق بالأطم ليسمع، فقالت صفية لحسان: انزل إليه فاقتله، فكأنه هاب ذلك، فأخذت عمودًا فنزلت إليه حتى فتحت البابَ قليلًا قليلًا، فحملت عليه فضربته بالعمود فقتلته».

#### غزوة خيبر
شهدت صفية غزوة خيبر، وذكر ابن إسحاق: «أَنَّ أَخَا مَرْحَبٍ، وَهُوَ يَاسِرٌ، خَرَجَ بَعْدَهُ وَهُوَ يَقُولُ: هَلْ مِنْ مُبَارِزٍ؟ فَزَعَمَ هِشَامُ بْنُ عُرْوَةَ أَنَّ الزُّبَيْرَ خَرَجَ لَهُ، فَقَالَتْ أُمُّهُ صَفِيَّةُ بِنْتُ عَبْدِ الْمُطَّلِبِ: يَقْتُلُ ابْنِي يَا رَسُولَ اللَّهِ. فَقَالَ: «بَلِ ابْنُكِ يَقْتُلُهُ إِنْ شَاءَ اللَّهُ». فَالْتَقَيَا فَقَتَلَهُ الزُّبَيْرُ. قَالَ: فَكَانَ الزُّبَيْرُ إِذَا قِيلَ لَهُ: وَاللَّهِ إِنْ كَانَ سَيْفُكَ يَوْمَئِذٍ لَصَارِمًا، يَقُولُ: وَاللَّهِ مَاكَانَ صَارِمًا، وَلَكِنِّي أَكْرَهْتُهُ.».
وقد أطعمها رسول الله أربعين وَسْقًا بخَيْبَر.

## بعد وفاة النبي

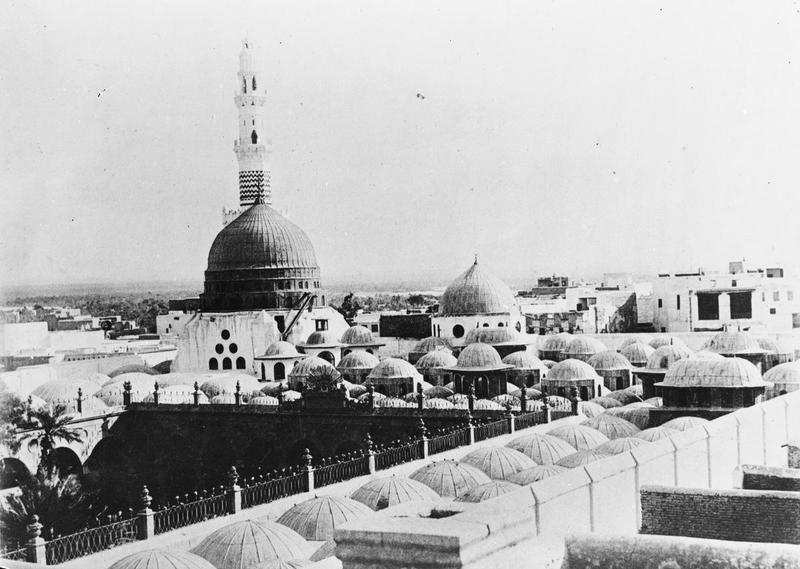
المسجد النبوي حيث دفن النبي محمد.

روى الطبراني عَنْ مُحَمَّدِ بْنِ عَلِيِّ بْنِ الْحُسَيْنِ قَالَ: 
قال الهيثمي: «رَوَاهُ الطَّبَرَانِيُّ، وَرِجَالُهُ رِجَالُ الصَّحِيحِ، إِلَّا أَنَّ مُحَمَّدًا لَمْ يُدْرِكْ صَفِيَّةَ».
وقَالَتْ صَفِيَّةُ بِنْتُ عَبْدِ الْمُطَّلِبِ تَرْثِي رَسُولَ اللَّهِ:
وَقَالَتْ أَيْضًا:
وقد عاشت صفية إلى خلافة عمر بن الخطاب. وفرض عمر بن الخطاب لصفية بنت عَبْد المطلب ستة آلاف درهم.

## روايتها للحديث النبوي
تُعدّ صفية من رواة الحديث النبويّ، روت عن النبي، وروى عنها كل من: ابنها الزبير بن العوام، وحميد بن هلال، وجعفر بن الزبير، وربيع. وممّا روت صفيّة -كما في أمالي الصدوق- أنّها قالت: «لمّا سقط الحسين من بطن أمّه  وكنتُ وَلِيتُها، قال النبيّ : «يا عمّة، هَلُمّي إليَّ ابني»، فقلت: يا رسول الله، إنّا لم ننظّفْه بعد، فقال: «يا عمّة أنتِ تُنظّفينه ؟! إنّ الله  قد نظّفه وطهّره»».

## وفاتها

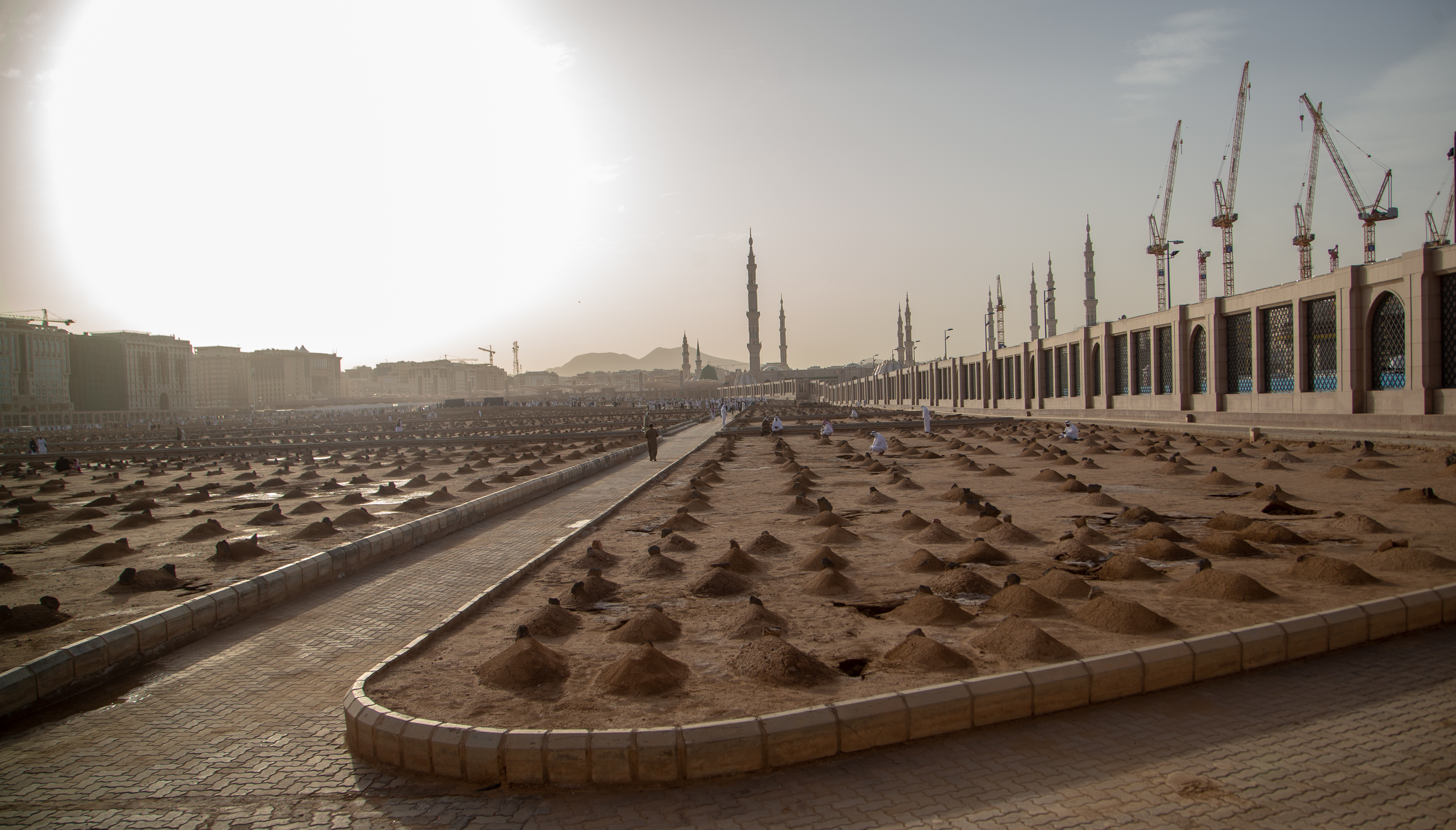
مقبرة البقيع حيث دفنت صفية.

تُوفِّيت صفية في خلافة عمر بن الخطّاب سنة 20 هـ، المُوافق للعام 640/641م، وعُمْرها ثلاثٌ وسبعون سنة، وصلى عليها عمر بن الخطاب، ودُفنت بالبُقِيع بفناء دار المغيرة بن شعبة. وفي رواية أنها تُوفيت في خلافة عثمان بن عفان، حيث ذكر البخاري في كتابه «التاريخ الأوسط»: «حَدثنِي مُحَمَّد بن حَرْب ثَنَا أَبُو مَرْوَان يحيى بْن أبي زَكَرِيَّا الغساني عَن هِشَام بْن عُرْوَة قَالَ كَانَ للنَّبِي ﷺ سِتّ عمات لم تسلم مِنْهُنَّ غير صَفِيَّة وَتوفيت فِي إِمَارَة عُثْمَان».

## فضائلها ومناقبها
ذكر محمد بن حبيب البغدادي في كتاب «المحبر» أن من فضائلها أنه كان يدخل عليها اثنا عشر بدريًا من محارمها، وهم:
1. الرسول محمد وهو ابن أخيها.
2. حمزة بن عبد المطلب أخوها.
3. علي بن أبي طالب وهو ابن أخيها.
4. جعفر بن أبي طالب وهو ابن أخيها.
5. الزبير بن العوام ابنها.
6. السائب بن العوام ابنها.
7. أبو سلمة بن عبد الأسد ابن أختها برة.
8. أبو سبرة بن أبي رهم ابن أختها برة.
9. عبد الله بن جحش ابن أختها أميمة.
10. طليب بن عمير ابن أختها أميمة.
11. عثمان بن عفان ابن بنت أختها فأمه أروى بنت كُريز وأمها أم حكيم «البيضاء» عمة رسول الله.
12. ربيعة بن أكثم زوج ابنتها الصفياء.
13. قُدامة بن مظعون زوج إحدى بنات الزبير ابنها.

وذكر نور الدين الهيثمي في «مجمع الزوائد ومنبع الفوائد» أن من مَنَاقِبِ صَفِيَّةَ: «عَنِ الزُّبَيْرِ بْنِ بَكَّارٍ قَالَ: كَانَتْ صَفِيَّةُ بِنْتُ عَبْدِ الْمُطَّلِبِ لَا تُغَطِّي رَأْسَهَا مِنْ رَسُولِ اللَّهِ - ﷺ - وَلَا مِنْ عَشَرَةٍ مِنَ الْمُهَاجِرِينَ الْأَوَّلِينَ: حَمْزَةُ بْنُ عَبْدِ الْمُطَّلِبِ أَخُوهَا، وَجَعْفَرٌ وَعَلِيٌّ ابْنَا أَبِي طَالِبٍ ابْنَا أَخِيهَا، وَالزُّبَيْرُ بْنُ الْعَوَّامِ ابْنُهَا، وَعُثْمَانُ بْنُ عَفَّانَ ابْنُ ابْنَةِ أَخِيهَا، أَمُّهُ أَرْوَى بِنْتُ كُرَيْزٍ، وَأُمُّهَا الْبَيْضَاءُ أُمُّ حَكِيمٍ بِنْتُ عَبْدِ الْمُطَّلِبِ، وَأَبُو سَلَمَةَ بْنُ عَبْدِ الْأَسَدِ وَأَبُو سَبْرَةَ بْنُ أَبِي رُهْمٍ ابْنَا أُخْتِهَا بَرَّةَ بِنْتِ عَبْدِ الْمُطَّلِبِ، وَأُمِّ طُلَيْبِ بْنِ عُمَيْرِ بْنِ وَهْبِ بْنِ عَبْدِ بْنِ قُصَيٍّ: أَرْوَى بِنْتُ عَبْدِ الْمُطَّلِبِ، وَأُمُّ عَبْدِ اللَّهِ. وَأَبِي أَحْمَدَ الْأَعْمَى الشَّاعِرِ اسْمُهُ عَبْدُ بْنُ جَحْشِ بْنِ رِئَابِ بْنِ يَعْمَرَ بْنِ صَبْرَةَ بْنِ مُرَّةَ بْنِ كَثِيرِ بْنِ غَنْمِ بْنِ وَرْدَانَ بْنِ أَسَدِ بْنِ خُزَيْمَةَ، أُمَيْمَةُ بِنْتُ عَبْدِ الْمُطَّلِبِ. تُوُفِّيَتْ صَفِيَّةُ فِي خِلَافَةِ عُمَرَ. قُلْتُ: وَقَدْ تَقَدَّمَتْ قِصَّةُ قَتْلِهَا الْيَهُودِيَّ فِي قُرَيْظَةَ وَغَزْوَةِ أُحُدٍ أَيْضًا، وَاللَّهُ أَعْلَمُ.».

## الهوامش
1. ↑  الأقط: (بفتح الهمزة ويجوز بكسرها، وكسر القاف وورد بتسكينها شعرًا) شيءٌ من لبنٍ مخيض يُطبخ ثم يُترك حتى يمصل (لسان العرب، مادة أقط، ج7، ص257).
2. ↑  الأطْم (بضم الهمزة وسكون الطاء): حصن مبنيٌّ بحجارة، وجِمعه آطام (للقلة)، وأطوم (للكثرة) (لسان العرب، مادة أطم، ج12، ص19).
3. ↑  الاعتجار: ليُّ الثوب على الرأس من غير إدارةٍ تحت الحنك، والاعتجار لف العمامة دون التلحي، والاعتجِار بالعمامة: أن يلفها على رأسه ويرد طرفها على وجهه ولايعمل منها شيئًا تحت ذقنه. (لسان العرب، مادة عجر، ج4، ص544)

## وصلات خارجية
- "صفية بنت عبد المطلب". موقع قصة الإسلام. 12:00-2006/05/01. مؤرشف من الأصل في 2021-05-23. {{استشهاد ويب}}: تحقق من التاريخ في: |تاريخ النشر= (مساعدة)